# Gansstraat
De Gansstraat in de Nederlandse stad Utrecht is een lange straat die door de  Watervogelbuurt loopt. Tevens is het de officieuze hoofdstraat. De straat heeft de afgelopen jaren vernieuwing en sloop ondergaan.
De Gansstraat begint bij het Ledig Erf en gaat vandaar in oost-zuidoostelijke richting, op enige afstand van de Kromme Rijn. Na de voormalige spoorwegovergang met de Oosterspoorbaan gaat de straat over in de Koningsweg.
De Gansstraat is een historische uitvalsweg vanuit de binnenstad. Net als het Absteder Zandpad (de huidige Abstederdijk) en de Biltstraat is zij ontstaan als een middeleeuwse weg van en naar de stad, vooral voor handelaren en hoveniers. Mogelijk is de straat in de 14e eeuw ontstaan.
Aan de Gansstraat lag tot 2018 het Pieter Baan Centrum, een penitentiaire inrichting, dienend als een huis van bewaring en tbs-kliniek. Tegenover het voormalige Pieter Baan Centrum ligt de begraafplaats Soestbergen. Utrechters noemen dit deel van de Gansstraat wel gekscherend "Het luie end" met als toevoeging: "Aan de ene kant legge (liggen) ze, aan de andere kant zitten ze!"
Tussen deze straat en de Kromme Rijn bevond zich de Utrechtsche Asphaltfabriek.
Ook ligt het Martinushofje aan de Gansstraat, een rijksmonument dat bestaat uit 24 hofjeswoningen.

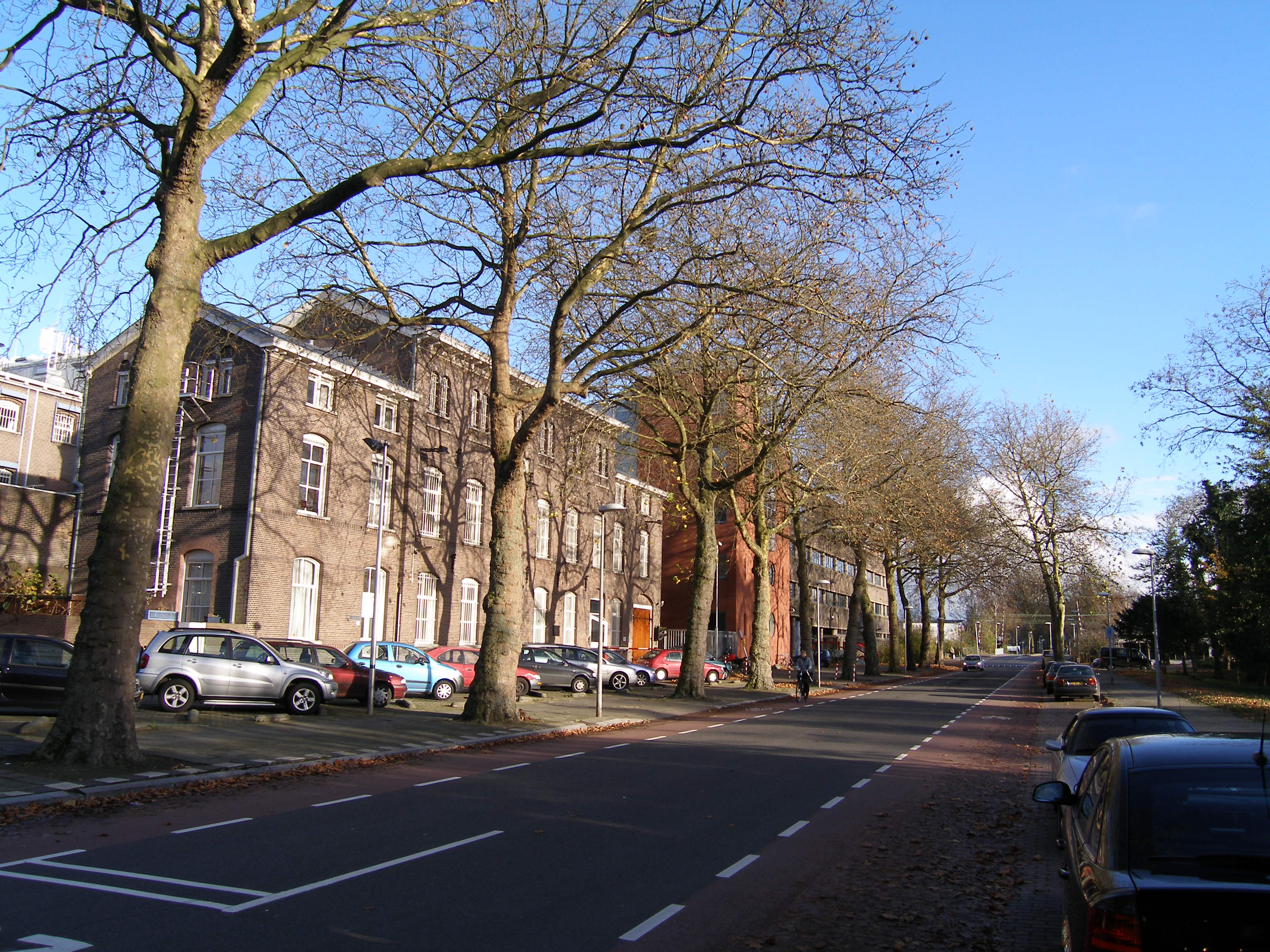
Hier zitten ze
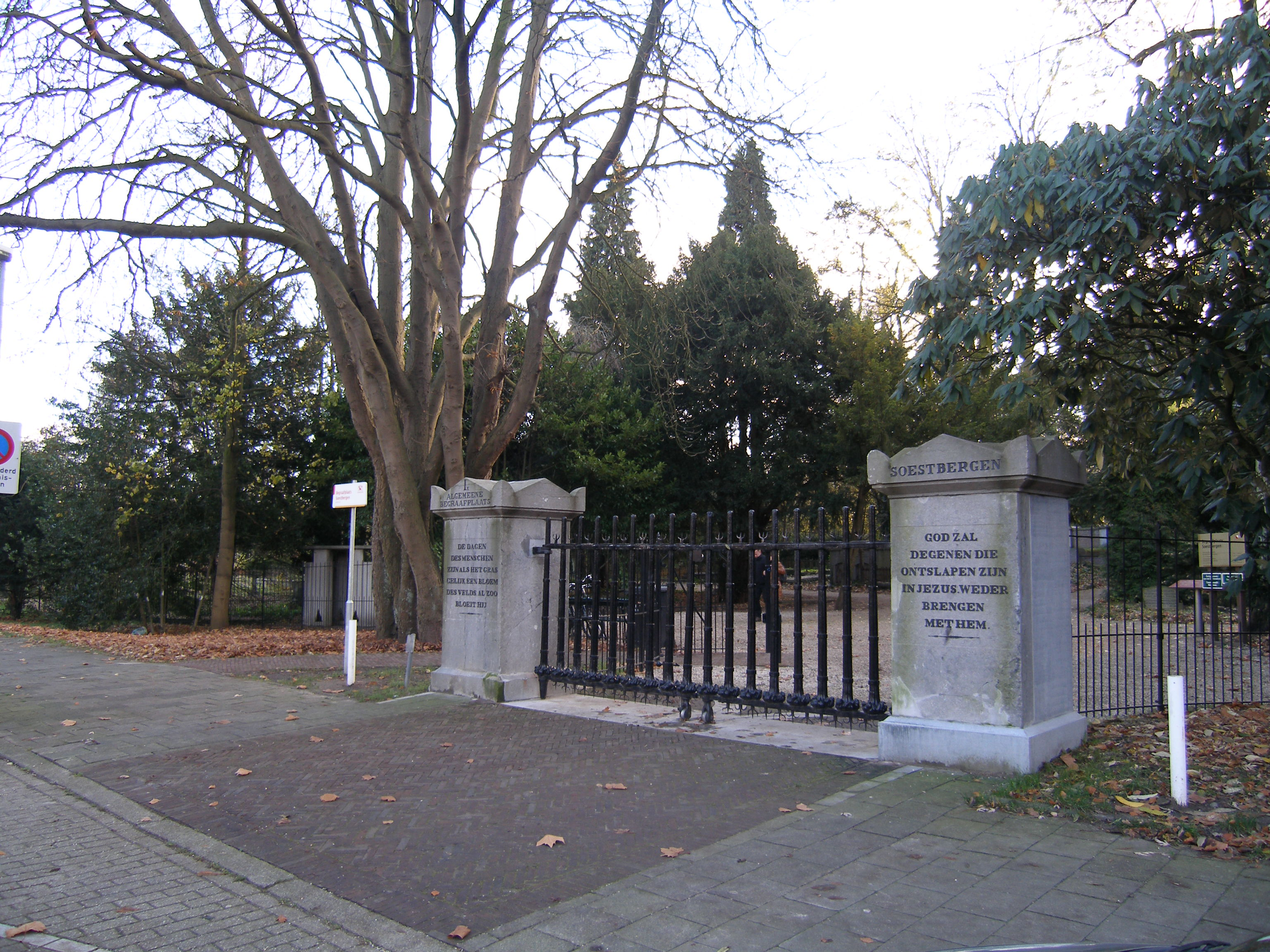
Hier liggen ze